# Kimikawa Maru (transport d'hydravions)
Le Kimikawa Maru (君川丸) est un transport d'hydravions de la classe Kamikawa Maru utilisé par la Marine impériale japonaise pendant la Seconde Guerre mondiale.
Le navire a été construit au chantier naval Kawasaki Shipbuilding à Kobe, au Japon. Sa quille fut posée le 2 novembre 1936 et lancé le 11 mars 1937 comme navire marchand de la société K Line. Le 6 juillet 1941, il est enrôlé dans la Marine impériale japonaise qui le transforme comme transport d'hydravions. Son aéronef se composait de 6 Aichi E13A.
Entre juillet 1944 et octobre 1944, il prend part à 3 convois. Le 23 octobre 1944, il est coulé par le sous-marin américain USS Sawfish à la position géographique approximative 18° 58′ N, 118° 31′ E.